# Luckenwalde
Luckenwalde (em alto e baixo sorábio: Łukowc) é um município da Alemanha, situado no distrito de Teltow-Fläming, no estado de Brandemburgo. Tem 46,75 km² de área, e sua população em 2019 foi estimada em 20.582 habitantes.